# 교향곡 39번 (모차르트)
교향곡 39번 E flat 장조(K. 543)는 볼프강 아마데우스 모차르트가 1788년 여름 짧은 기간 동안에 40번 및 41번 교향곡과 더불어 작곡한 교향곡이다. 이 세 교향곡을 모차르트의 '후기 3대 교향곡'이라고 일컫기도 한다.
다음과 같은 네 개의 악장으로 구성되어 있다.
1. 아다지오 - 알레그로 (Adagio - Allegro)
2. 안단테 콘 모토 (Andante con moto)
3. 메뉴에토: 트리오 (Menuetto: Trio)
4. 알레그로 (Allegro)